# Choeromorpha lambi
Choeromorpha lambi là một loài bọ cánh cứng trong họ Cerambycidae.